# Гражданские и политические права
Гражданские и политические права — один из двух общих видов всемирно признанных прав человека. 
Гражданские и политические права обеспечивают защиту государства (например, право на справедливый процесс, презумпцию невиновности, свободу слова) и требуют, чтобы государство предоставляло определенные юридические и политические возможности (например, право голоса, право на справедливый суд присяжных). Эти права изложены в Международном пакте о гражданских и политических правах и в статьях 1-21 Всеобщей декларации прав человека.
- Гражданские права — это возможность существования людей в государстве, характеризующие их физическое и биологическое существование, удовлетворения материальных и духовных потребностей.

Гражданские права были и могут быть различными в разных обществах и разных эпохах. Это может быть:
- Право надлежащее применению закона (право на справедливый суд);
- Право защиты от политической и социальной дискриминации (по признаку пола, религии, расы и так далее);
- Политические свободы: свобода мысли, свобода вероисповедания, свобода слова, свобода прессы, а также права участия в общественных организациях, право голосовать на выборах или добиваться своего избрания (право голоса) и другие.

Идея гражданских прав вырастает от традиционного признания прав человека (таких как равенство перед законом, свобода слова и совести) к утверждению прав политических (например права голоса на выборах) и социальных (здравоохранение, пенсионное обеспечение и так далее).
Любые ограничения гражданских прав по признакам пола, расовой, классовой или религиозной принадлежности расцениваются как нарушение статуса гражданина, что противоречит нормам демократии.
В личный разрешения споров, возникающих в связи с проблемой гражданских прав, является прерогативой суда, и регулируется гражданским правом, и осуществляется на принципах конституционной законности, того или иного государства.
Данные права являются естественными, личными. Естественные, гражданские и личные права являются одной группой прав, к которой относятся такие права, как право на жизнь, право на свободу, личную неприкосновенность и прочее. \\Гражданские права являются естественными и личными, или это разные группы прав? Ориентироваться на данный абзац в этом вопросе нельзя, так как первое предложение склоняет нас к тому, что это одно и то же, второе их разграничивает. Просьба внести коррективы

## История
Выражение «гражданские права» является переводом латинского jus civis (права гражданина). Древнеримские граждане могли быть либо свободными (libertas), либо рабами (servitus), но все они имели законные права, с некоторыми отличиями, так в 338 до христовой эры, латиняне после их окончательного покорения Римом, вошли в состав римского гражданства как граждане без права голоса на народных собраниях (cives sine suffragio). 
После Миланского эдикта, в 313 году, «гражданские права» включали свободу вероисповедания; однако в 380 году Фессалоникийский эдикт обязал всех подданных Римской империи исповедовать католическое христианство. 
Римская правовая доктрина была утрачена в Средние века, но претензии на универсальные права все еще могли быть сделаны на основе христианской доктрины. По словам вождей восстания Кетта (1549 год), «все связанные люди могут стать свободными, ибо Бог сделал всех свободными своим драгоценным кровопролитием»
К окончанию XIX столетия, прекратила своё действие вспомогательная карательная мера, заключавшаяся в лишении приговоренного к ней преступника не только всех гражданских и политических прав, но и покровительства законов, называемая Гражданская или политическая смерть (mort civile).